# Battleship Stadium
Das Battleship Stadium (Thai แบทเทิลชิฟ สเตเดียม) ist ein Fußballstadion im thailändischen Landkreis Sattahip der Provinz Chon Buri. Es ist die Heimspielstätte der Fußballvereine Air and Coastal Defence Command FC und Warship United FC. Die Anlage bietet 2000 Zuschauern Platz. Der Eigentümer und Betreiber des Stadions ist die Royal Thai Navy.